# Gebelein
Gebelein (arabe : الجبلين, égyptien antique : Per-Hathor (Pr-Ḥw.t-Ḥr) et Inerty (Jnrty) ; grec ancien : Pathyris (grec ancien : Παθυρις) et Aphroditítis polis (grec ancien : Ἀφροδίτης πόλις), abrégé en Aphroditopolis) est une ville d'Égypte située sur le Nil, à environ quarante kilomètres au sud de Thèbes, dont le nom moderne est Naga el-Gherira (arabe : الغريرة).
| O1 | O6 | X1 | D2 · D21 | G7 |

| O1 | O6 | X1 | D2 · D21 | G7 |

| M17 | N35 · X1 | H8 | H8 | G43 |

| M17 | N35 · X1 | H8 | H8 | G43 |

Gebelein est connu pour son cimetière, où l’on a effectué des découvertes archéologiques datant de la période prédynastique jusqu’au Moyen Empire. 
L'intérêt archéologique de la ville a commencé dans le début du XVIIIe siècle et a été décrit par Benoît de Maillet dans la Description de l'Égypte. Le site comprend les vestiges d'un temple dédié à Hathor construit en briques avec un certain nombre de cartouches et une stèle royale des IIe et IIIe dynasties.
Pendant le règne de Ptolémée VI Philométor, un camp militaire a été établi à Gebelein. Ce camp a été détruit par des forces rebelles en -88 et le site n'a plus jamais été habité. Plusieurs centaines de papyri en démotique et en grec ainsi que des ostraca portant sur les soldats et sur le temple ont été trouvés dans les ruines entre 1890 et 1930.
De nombreux objets provenant du site ont été négociés sur le marché des antiquités et se retrouvent dans les musées de Turin, du Caire, Berlin, Lyon, ainsi qu'au British Museum. Des momies prédynastiques de Gebelein sont ainsi exposées au British Museum depuis 1901.